# Harlesden
Harlesden è una zona, a nord-ovest di Londra, facente parte del borough di Brent. Il suo punto focale è il Jubilee Clock che fu realizzato per commemorare il Golden Jubilee della regina Vittoria.
Harlesden è stato elogiato per la sua vivace cultura caraibica ed è ufficiosamente chiamato capitale del reggae di Londra. La popolazione è costituita da una comunità britannico-afro-caraibica, cattolico irlandese, brasiliana e un piccolo gruppo di portoghesi e colombiani.
Si tratta di un luogo dalla grande tradizione pugilistica, avendo tra i suoi cittadini due campioni olimpici: Audley Harrison che vinse la medaglia d'oro nella categoria dei super massimi a Sydney nel 2000, e James Degale medaglia d'oro nel pesi medi a Pechino nel 2008.

## Storia
Nel XIX secolo, Harlesden, allora un villaggio rurale, iniziò a sviluppare il suo aspetto urbano con l'arrivo delle ferrovie. La costruzione delle stazioni di Willesden Junction, Kensal Green e Harlesden ebbe un notevole effetto nello sviluppo della zona. Vennero costruite abitazioni per gli operai dell'industria ma anche per componenti della  classe media.
Harlesden perse sempre più il suo carattere rurale, con fabbriche che sostituirono fattorie e boschi. Dalla tarda era vittoriana fino al 1930, la zona completò la sua edificazione, e Harlesden entrò a far parte della conurbazione di Londra. Soprattutto dopo la prima guerra mondiale, venne costruita una delle più grandi zone industriali d'Europa, nei pressi del vicino Park Royal, dove si insediarono grandi aziende come McVitie & Price (poi United Biscuits) dal 1910 e H. J. Heinz dal 1919.
L'immagine della Harlesden odierna iniziò a prender forma negli anni 1950, 1960 e 1970. La continua immigrazione dell'Irlanda e quella nuova dai Caraibi, India e Africa cambiarono l'impronta razziale e culturale della zona. Recentemente si sono insediati nell'area anche brasiliani e portoghesi. La maggior parte delle case è costituita da abitazioni singole in stile vittoriano, acquistate da persone impossibilitate a comprare immobili simili nelle vicine  Kensal Green e Queen's Park.
Dal 1999, Harlesden e la vicina Stonebridge hanno assistito ad un elevato numero di omicidi diventando un luogo del crimine. Ciò è stato determinato dalla presenza di diverse bande rivali e Harlesden è diventato uno dei principali centri di spaccio del crack. Dal 2001 l'area ha la maggiore incidenza di assassinii in Gran Bretagna. Vi sono stati 26 conflitti a fuoco in un solo anno. Tale criminalità si è comunque andata riducendo verso la fine degli anni 2000.
Durante i disordini in Inghilterra del 2011, diversi negozi di Harlesden sono stati presi di mira e danneggiati.
Il 15 maggio 2016, un autista del bus della linea 18 perse il controllo e andò a schiantarsi contro un negozio al centro della città. Nell'incidente vennero ferite 17 persone, compresi tre bambini.

## Società

### Evoluzione demografica
Il 19% della popolazione è costituita da neri caraibici, altro 19% da neri africani, un 15% da altri bianchi e un 14% da bianchi britannici.

## Stazioni
Stazioni presenti nell'area:
- Willesden Junction, (Bakerloo line, Watford DC Line, North London Line e West London Line)
- Harlesden (Bakerloo line e Watford DC Line)